# Dryobotodes ilicis
Dryobotodes ilicis là một loài bướm đêm trong họ Noctuidae.